# HC Danubius Galați
Le HC Danubius Galați (anciennement HC Oțelul Galați) était un club roumain de handball féminin basé à Galați. Il a été absorbé après la saison 2017-2018 par l'équipe municipale Clubul Sportiv Municipal Galați.

## Palmarès
Compétitions internationales
- Coupe EHF : demi-finaliste en 1997 et 1998
- Coupe des Villes : demi-finaliste en 1999